# Ernest-Marie Pernelle
Ernest-Marie Pernelle, né le 24 novembre 1861 à Paris où il est mort le 6 décembre 1950, est un artiste peintre français.

## Biographie
Ernest-Marie Pernelle est le fils de Louis Victor Pernelle, inspecteur de police, et de Marie Anne Céline Royer.
En 1897, il épouse à Lille, Marie Juliette Baron.
Élève de Jules Lefebvre, Joseph Blanc, Jean-François Portaels, Antoine Guillemet et Georges Moteley, il expose au Salon à partir de 1911.
Il obtient le prix Raigecourt-Goyon en 1914 et le prix Maurice Bompard en 1940.
Il représente des vues de Paris pour les Faïenceries et émaux de Longwy.
Il meurt à son domicile de la rue Saint-Rustique, le 6 décembre 1950, à l'âge de 89 ans.